# Narjot de Toucy
Narjot de Toucy (muerto en 1241), señor de Bazarnes, fue el hijo de Narjot II de Toucy (Francia) y de su esposa Inés de Dampierre.
Junto a su suegro Teodoro Branas y Godofredo de Merry, Narjot de Toucy formó parte del consejo que brevemente gobernó Constantinopla desde el 17 de diciembre de 1219 (tras la muerte de Conon de Béthune hasta la llegada del emperador designado, Roberto de Courtenay, en 1220). Sirvió como regente del Imperio latino en 1228-1231, durante la minoría de Balduino II de Constantinopla, y en 1238-1239 en la recaudación de fondos para el viaje del emperador a Europa occidental. Falleció en 1241.
La primera esposa de Narjot de Toucy fue la hija de Teodoro Branas y la emperatriz viuda Ana (Inés de Francia). Tuvieron cuatro hijos:
- Felipe de Toucy, que fue regente del Imperio latino desde 1245 hasta 1247 y almirante de Sicilia en 1271.[1]
- Anselin de Toucy, señor de Mottola.[1]
- Una hija no identificada, que en 1239 se casó con Guillermo II de Villehardouin, príncipe de Acaya.
- Margarita de Toucy, que se casó con Leonardo de Veroli, canciller del Principado de Acaya.

En 1239 o 1240, probablemente después de la muerte de su primera esposa, Narjot de Toucy se casó con la hija de Jonás, el rey de los cumanos. Ella se hizo monja después de su muerte.